# Aero-Scoot
Aero-Scoot is een historisch merk van vouwscooters.
De bedrijfsnaam was: Lefol & Cie, Courbevoie, Seine.
Dit was het bedrijf van Jacques Lefol dat vanaf de jaren dertig auto- en fietsaccessoires produceerde. In 1953 kwam het bedrijf op de markt met de "Aero-Scoot" vouwscooter, een demontabele scooter die zijn naam waarschijnlijk dankte aan de para-scooters uit de Tweede Wereldoorlog. Hij was voorzien van een 98cc-Sachs-tweetaktblokje. Waarschijnlijk kwam het pas in 1955 (met een nieuw model) tot productie. Dit model had een 98cc-Cornet-motortje. In 1957 werd de Aero-Scoot onder de naam Scoot-Air verkocht, maar van het merk is daarna niets meer vernomen.